# Flaga Tadżyckiej SRR
Flaga Tadżyckiej Socjalistycznej Republiki Radzieckiej w opisanej formie obowiązywała od 20 marca 1953 r.
Dominującym kolorem flagi była czerwień – barwa flagi ZSRR. Kolor czerwony od czasów Komuny Paryskiej był symbolem ruchu komunistycznego i robotniczego, jako nawiązanie do przelanej przez robotników krwi.
Flaga w lewym górnym rogu zawierała wizerunek złotego sierpa i młota oraz umieszczoną nad nimi czerwoną pięcioramienna gwiazdę w złotym obramowaniu. Sierp i młot symbolizowały sojusz robotniczo-chłopski, a czerwona gwiazda – przyszłe, spodziewane zwycięstwo komunizmu we wszystkich pięciu częściach świata. Ponadto przez takie umieszczenie symboli flaga nawiązywała graficznie do flagi ZSRR.

flaga z lat 1929–1931

Po uzyskaniu niepodległości przez Tadżykistan flaga ta, pozbawiona symbolizującego komunizm wizerunku sierpa i młota, przez ponad rok była flagą niepodległego Tadżykistanu i dopiero pod koniec 1992 r. zastąpiono ją innym symbolem, nawiązującym do specyfiki kraju (flaga Tadżykistanu).

## Poprzednie wersje flagi
Pierwsza wersja flagi Tadżyckiej SRR, przyjęta 23 lutego 1929 r. była cała czerwona, a w lewym górnym rogu zawierała godło.
Flaga ta 25 lutego 1931 r. została uzupełniona o napis cyrylicą
4 lipca 1935 r. flagę znów zmieniono, dodając sierp i młot.
W 1937 na czerwonej fladze umieszczono napis z tadżycką nazwą kraju, zapisaną pismem łacińskim - RSS Toçikiston
W 1940 r. dokonano zmiany zasad zapisu języka tadżyckiego, który odtąd zapisywano cyrylicą. Pociągnęło to za sobą zmianę flagi, na której po zmianie tej obok sierpa i młota znajdował się napis РСС Тоҷикистон (czyt. RSS Todżikiston). Dodano także napis z nazwą kraju w języku rosyjskim - Таджикская ССР (czyt. Tadżyikskaja SSR).